# Henry Couto
Henry Couto (Campinas, São Paulo, 20 de abril de 1988) é um piloto de automobilismo brasileiro. Em 2023, participou da primeira edição da Nascar Brasil Sprint Race e foi campeão na categoria AM (Amador). No ano seguinte, Henry integrou a equipe Kasko Racing no campeonato AMG Cup Brasil, na categoria CLA45.

## Carreira no automobilismo
Henry Couto desenvolveu desde cedo sua paixão pela velocidade e adrenalina, influenciado por seu pai, um entusiasta de motos. Suas primeiras experiências com corridas envolveram o motocross.
A transição para o automobilismo aconteceu por meio do kart indoor, no Kartódromo da Granja Viana (Cotia/SP). Lá, Henry participou de dois campeonatos amadores.
Em 2021, Henry Couto decidiu seguir o sonho de infância de se tornar um piloto de corridas. Iniciou na Fórmula Vee, em Piracicaba/SP, liderando todas as etapas.
Em 2022, competiu na Race Cup, que integra o Campeonato Paulista de Automobilismo. Ele também participou do seu primeiro Endurance, na Copa Chevrolet Joy.
No mesmo ano, o piloto anunciou sua participação na NASCAR Brasil Sprint Race, com o patrocínio da empresa Achei Pneus, marcando sua estreia em uma categoria profissional do automobilismo.
Após se tornar campeão brasileiro na NASCAR, Henry divulgou que estaria na competição paulista AMG Cup Brasil em 2024. Com Marcio Giordano, a dupla comandou o carro número 26, disputando a categoria CLA45.

### NASCAR Brasil
Em 2023, Henry Couto pilotou um Mustang GT, com o número 00, nas seis etapas do campeonato Brasil da Nascar Brasil. Ao todo, foram 12 corridas realizadas em cinco autódromos diferentes do país.

#### Corridas na NASCAR Brasil 2023
| Etapa | Datas                      | Autódromo                                             | Local        |
| 1     | 18 e 19 de março de 2023   | Autódromo Internacional Ayrton Senna - Goiânia        | Goiânia/GO   |
| 2     | 29 e 30 de abril de 2023   | Autódromo Internacional José Carlos Pace (Interlagos) | São Paulo/SP |
| 3     | 2 e 3 de junho de 2023     | Autódromo Internacional Ayrton Senna - Londrina       | Londrina/PR  |
| 4     | 1º e 2 de julho de 2023    | Autódromo Internacional de Cascavel - Zilmar Beux     | Cascavel/PR  |
| 7     | 14 e 15 de outubro de 2023 | Autódromo Internacional de Tarumã                     | Viamão/RS    |
| 8     | 9 e 10 de dezembro de 2023 | Autódromo Internacional José Carlos Pace (Interlagos) | São Paulo/SP |

## Resultados na NASCAR Brasil 2023
No campeonato Brasil, da NASCAR Brasil Sprint Race, Henry Couto somou 281 pontos ao fim da competição. Além disso, o piloto disputou os títulos Rookie Of The Year (Melhor Estreante) e Overall, que soma todas as provas da competição (Brasil + Special Edition).
| Etapa | Campeonato      | Local        | Class. Corrida 1 | Class. Corrida 2 |
| 1     | Brasil          | Goiânia/GO   | 2º               | Não finalizou    |
| 2     | Brasil          | São Paulo/SP | 1º               | 1º               |
| 3     | Brasil          | Londrina PR  | 1º               | 1º               |
| 4     | Brasil          | Cascavel/PR  | 3º               | 2º               |
| 5     | Special Edition | Goiânia/GO   | Não participou   | Não participou   |
| 6     | Special Edition | São Paulo/SP | Não participou   | Não participou   |
| 7     | Brasil          | Viamão/RS    | 3º               | 1º               |
| 8     | Brasil          | São Paulo/SP | 1º               | 1º               |

## Títulos
- 2023 - Campeão da NASCAR Brasil Sprint Race - AM[15]

- 2023 - Rookie Of The Year (Melhor Estreante) da NASCAR Brasil Sprint Race - AM[15]
- 2023 - Vice-campeão no Overall (soma de todas as provas) da NASCAR Brasil Sprint Race - AM[15]